# Wybory prezydenckie w Niemczech w 2017 roku

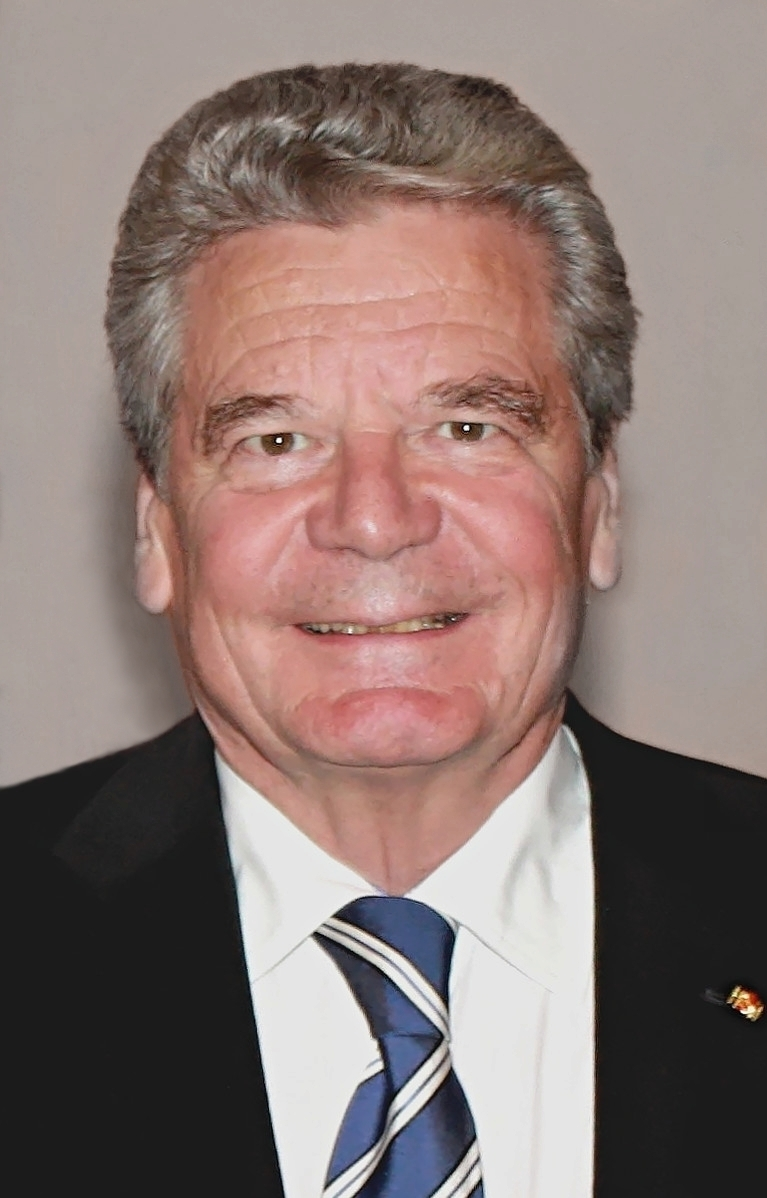
Odchodzący prezydent Niemiec Joachim Gauck

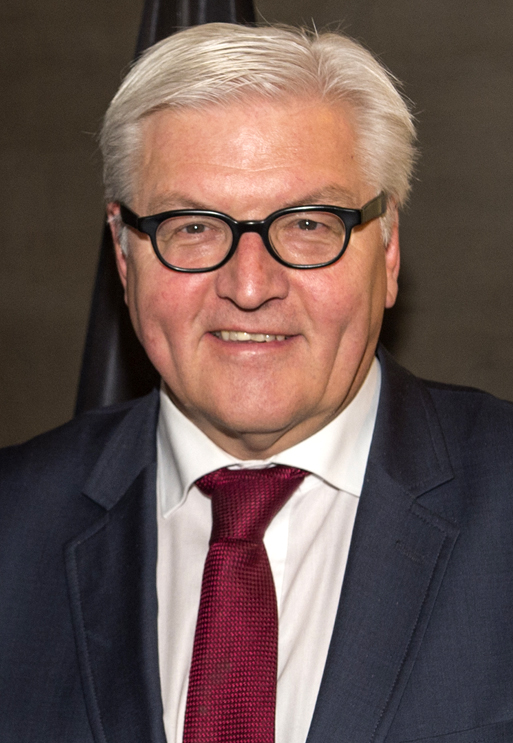
Frank-Walter Steinmeier (SPD) wybrany na prezydenta Niemiec – wspólny kandydat koalicji rządowej (CDU, CSU, SPD)

Wybory prezydenckie w Niemczech w 2017 roku odbyły się 12 lutego 2017 roku w Berlinie; urzędujący prezydent Joachim Gauck, ze względu na swój wiek, w czerwcu 2016 zapowiedział, że nie będzie się ubiegać o reelekcję.
16. Zgromadzenie Federalne wybrało na 12. Prezydenta Republiki Federalnej Niemiec Franka-Waltera Steinmeiera.

## Zasady wyboru Prezydenta RFN
W Niemczech prezydenta federalnego wybiera Zgromadzenie Federalne, złożone po połowie z członków Bundestagu i przedstawicieli parlamentów regionalnych. Wedle artykułu 54. Konstytucji Niemiec, prezydentem zostaje osoba, która uzyskała bezwzględną większość głosów (50% ogólnej liczby członków Zgromadzenia Federalnego i jeden głos, tj. w 15. Zgromadzeniu Federalnym 621 głosów) w dwóch pierwszych turach głosowania lub zwykłą większość w trzeciej turze. Głową państwa może zostać osoba, która posiada obywatelstwo niemieckie, ukończyła 40. rok życia oraz posiada prawa wyborcze do Bundestagu.

## Kandydaci
Wedle § 9 ust. 1 Ustawy o Wyborze Prezydenta Federalnego kandydatury muszą być zgłoszone pisemnie z dołączoną zgodą kandydata; do zgłoszenia uprawniony jest każdy członek Zgromadzenia Federalnego. Łącznie zaproponowano pięciu kandydatów:
- Frank-Walter Steinmeier (SPD) – wspólny kandydat koalicji rządowej (CDU, CSU, SPD) niemiecki polityk, były wicekanclerz i Minister Spraw Zagranicznych Niemiec w rządach Angeli Merkel.
- Albrecht Glaser (AfD) – kandydat eurosceptycznej i konserwatywnej partii Alternatywa dla Niemiec.
- Christoph Butterweggeg (bezpartyjny) – emerytowany profesor nauk politycznych i społecznych zgłoszony przez Die Linke.
- Aleksander Hold (bezpartyjny) – niemiecki sędzia, były polityk CDU, wiceprzewodniczący AfD, Hold jest bawarskim samorządowcem, związanym z lokalnym ugrupowaniem Wolni Wyborcy.
- Engelbert Sonneborn (Piraci) – 79–letni ojciec niemieckiego deputowanego do Parlamentu Europejskiego oraz lidera Niemieckiej Partii Piratów Martina Sonneborna.

## Zgromadzenie Federalne
Skład 16. Zgromadzenia Federalnego:
| Partia             | Liczba głosów | Liczba głosów | Liczba głosów   |
| Partia             | Łącznie       | Bundestag     | Kraje związkowe |
| ------------------ | ------------- | ------------- | --------------- |
| CDU/CSU            | 540           | 310           | 230             |
| SPD                | 384           | 196           | 191             |
| Związek 90/Zieloni | 147           | 63            | 84              |
| Die Linke          | 95            | 64            | 31              |
| FDP                | 36            | 0             | 36              |
| AfD                | 35            | 0             | 35              |
| Piraci             | 11            | 0             | 11              |
| Freie Wӓhler       | 10            | 0             | 10              |
| SSW                | 1             | 0             | 1               |
| BVB/FW             | 1             | 0             | 1               |

## Wyniki wyborów
W głosowaniu brało udział 1253 elektorów, głosowanie zakończyło się w pierwszej turze. Kandydaci otrzymali następującą liczbę głosów:
| Kandydat                | Liczba głosów |
| ----------------------- | ------------- |
| Frank-Walter Steinmeier | 931           |
| Christoph Butterweggeg  | 128           |
| Albrecht Glaser         | 42            |
| Aleksander Hold         | 25            |
| Engelbert Sonneborn     | 10            |
| głosy wstrzymujące się  | 103           |
| głosy nieważne          | 14            |